# Loch Callater
Loch Callater är en sjö i Storbritannien.   Den ligger i kommunen Aberdeenshire och riksdelen Skottland, i den norra delen av landet, 600 km norr om huvudstaden London. Loch Callater ligger 500 meter över havet. Arean är 0,22 kvadratkilometer. Trakten runt Loch Callater består i huvudsak av gräsmarker. Den sträcker sig 0,9 kilometer i nord-sydlig riktning, och 1,1 kilometer i öst-västlig riktning.